# Општи избори у Републици Српској 2022.
Општи избори у Републици Српској одржани су 2. октобра 2022. године као део општих избора у Босни и Херцеговини. Бирачи су одлучивали о председнику Републике Српске и 83 народна посланика Скупштине Републике Српске, као и о српском члану Предсједништва БиХ. Актуелна председница Жељка Цвијановић имала је право да се кандидује за други четворогодишњи мандат, али је одлучила да то не учини, већ се кандидовала за српског члана Председништва Босне и Херцеговине. Уместо Цвијановићеве, бивши председник и српски члан Председништва БиХ Милорад Додик одлучио је да се још једном кандидује за председника Српске.

## Изборни систем за предсједника
Од 2002. године предсједнички мандат траје 4 година, а бирају се и два потпредсједника из редова хрватског и бошњачког народа. Бирач може бирати само једног кандидата за предсједника Републике Српске, независно од његове националности, док се за потпредсједнике не гласа директно, већ кандидати са највише освојених гласова за предсједника из редова хрватског и бошњачког народа по окончању избора аутоматски постају потпредсједници. Изборни систем је једнокружни већински.
Предсједничка дебата је одржана у 8. септембра 2022. у студију РТРС-а, у којој су учествовали Милорад Додик из СНСД-а, и Радислав Јовичић из ДНС-а, док је Јелена Тривић из ПДП-а одбила да учествује. Јасенко Тодоровић је био модератор дебате.

## Председнички кандидати
У наставку су званични председнички кандидати које је објавила Централна изборна комисија (ЦИК).
- Дејан Пејић (Либерална странка)
- Далибор Ивановић (Независни)
- Цвијетин Миливојевић (Независни)
- Мирослав Илић (Независни)
- Јусуф Арифагић (За државу БиХ)
- Давор Прањић (ХДЗ БиХ, ХСП БиХ, ХДУ, ХСП АС БиХ, ХСП ХБ, ХРАСТ, ХДУ)
- Милан Анђелић (Независни)
- Горан Милошевић (Независни)
- Ален Поповић (Ново доба)
- Сенад Братић (Покрет држава)
- Ана Добриловић (Независни)
- Душан Драгичевић (Независни)
- Владимир Бијелић (Странка живот)
- Милорад Додик (Савез независних социјалдемократа)
- Ћамил Дураковић (Независни)
- Газменд Дачај (Независни)
- Јеленко Бубић (Независни)
- Миљан Смиљанић (Независни)
- Неђо Ђурић (Социјалистичка партија Српске)
- Љубиша Алаџић (Српска напредна странка)
- Радислав Јовичић (Демократски народни савез)
- Иван Бегић (Независни)
- Никола Сувајац (Нова странка)
- Давор Деспот (Независни)
- Душко Ђурђевић (Независни)
- Амир Реко (Еколошка партија Републике Српске)
- Зоран Калинић (Наша прича Република Српска)
- Јелена Тривић (Партија демократског прогреса)
- Славко Драгичевић (Независни)
- Игор Гашевић (Независни)
- Славко Секулић (Независни)

## Резултати
Централна изборна комисија (ЦИК) БиХ је 22. октобра на хитној сједници одбацила захтјев за поништавање избора у Републици Српској.

### Предсједнички избори
Милорад Додик је побједио са око 48,17% изашлих бирача. Ћамил Дураковић, који је био ванстраначки кандидат, освојио је највише гласова као представник Бошњака, па ће бити потпредсједник из њихових редова. Давор Прањић, кога је за предсједника предложила коалиција хрватских странака око ХДЗ, биће потпредсједник из реда хрватског становништва. Пре новог пребројавања гласова су потпредсједници били Сенад Братић из покрета Држава, док је Иван Бегић био победник из реда Хрвата, да би после то био Прањић.